# Імені Мамонтова (Поспєлихинський район)
Імені Ма́монтова (рос. имени Мамонтова) — селище у складі Поспєлихинського району Алтайського краю, Росія. Адміністративний центр Мамонтовської сільської ради.

## Населення
Населення — 1441 особа (2010; 1500 осіб у 2002 році).
Національний склад (станом на 2002 рік):
- росіяни — 89 %